# 富铝质火成岩
富鋁質火成岩（英語：Peraluminous rocks）
是火成岩之一種，其氧化鋁的分子比例高於氧化鈉、氧化鉀和氧化鈣的總和。 與過鹼性岩石相比，後者鹼金屬濃度較高、與偏鋁质火成岩相比，後者氧化鋁濃度低於氧化鈉、氧化鉀和氧化鈣的總和，但高於鹼金屬。過亚铝质（subaluminous）岩石相比，後者氧化鋁濃度低於後者氧化鋁濃度低於氧化鈉、氧化鉀和氧化鈣的總和組合。
富鋁質礦物的例子包括黑雲母、白雲母、堇青石、紅柱石和石榴石。
富鋁質火成岩其鋁飽和指數值大於 1。 
富鋁質岩漿可以形成 S 型花岗岩类，其形成與大陆碰撞運動有關。並造成玻利維亞錫帶中的錫、鎢和銀的礦床。